# نوريا
نوريا هي شخصية في علم نشأة الكون عند الغنوصية، لها دورًا بارزًا في نصين من نصوص مخطوطات نجع حمادي. وصف نص أقنوم الأراخنة نوريا بأنها ابنة آدم وحواء وأخت شيث، وأنها من أشعلت النار في سفينة نوح، وأنها تلقّت وحيًا إلهيًا من النورانية إيليث. وفي نص معتقد نوريا [الإنجليزية]، ترجع نوريا إلى عصور ما قبل التاريخ، هو تمثل شكل للحكمة صوفيا. في الأدب المندائي، تُعرّف نوريا على أنها زوجة نوح أو سام.
يُعرّف العالم في المسيحية الأولى والفكر الغنوصي بيرغر أ. بيرسون نوريا على أنها «شريكة شيث، تمامًا كما أن حواء هي شريكة آدم»

## Sources
- Bullard، Roger (1970). The Hypostasis of the Archons: The Coptic Text with Translation and Commentary. Berlin: Walter De Gruyter & Co.
- Pearson، Birger (1988). "Revisiting Norea". في King، Karen (المحرر). Images of the Feminine in Gnosticism (ط. 1st Trinity Press International). Harrisburg: Trinity Press International. ص. 273.
- van den Broek، Roelof (2013). Gnostic Religion in Antiquity. Cambridge: Cambridge University Press.